# Валтер фон Ешборн
Валтер фон Ешборн (на немски: Walter von Eschborn (Hescheburnen); † 1190) е първият известен благородник от Ешборн до Франкфурт на Майн. Той е прародител на род Кронберг.

## Произход
Той е споменат в документ през 1194 г. като Валтер фон Хешебурнен. През 11 век се строи малкият замък Ешборн. Внукът му Ото през 1230 г. се мести в новопостроения замък Бург Кронберг в Кронберг им Таунус и веднага се нарича фон Кронберг.
През 1252 – 1399 г. фамилията се дели на три крила: Кронен-, Флюгел- и Орен-крило.

## Деца
Валтер фон Ешборн има шест деца:
- синове фон Ешборн († сл. 1190)
- Валтер II фон Ешборн († сл. 1215), има два сина
- Хартмут фон Ешборн († сл. 1223), има четири деца, баща на
  - Ото фон Ешборн-Кронберг († между 1250 – 1252), господар на Ешборн, женен за Агнес фон Крансберг († сл. 1273), има пет деца
- Франко I фон Ешборн († сл. 1228), има два сина
- Гизелберт фон Ешборн († сл. 1254), рицар, женен за Кунигунда († 1242), няма деца
- Виганд фон Ешборн († сл. 1236), няма деца